# Ten Walle

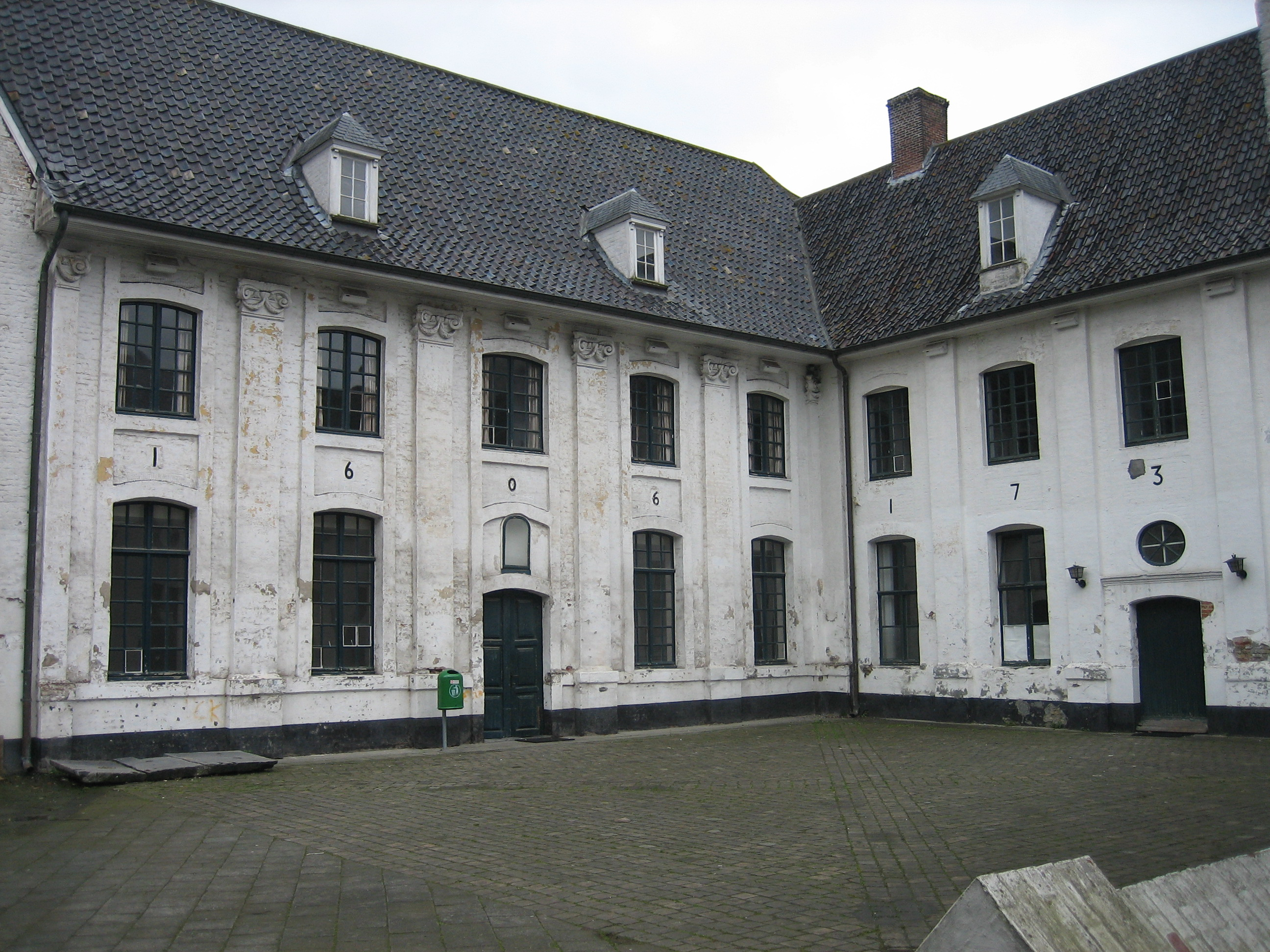
Hospitaal Ten Walle

Ten Walle is het oude hospitaal van de Belgische stad Torhout. Het is gelegen langs de Bruggestraat (N32), een van de belangrijkste invalswegen van de stad.

## Geschiedenis
Vermoedelijk werd het hospitaal gesticht in 1229 door Johanna van Constantinopel (1205-1244), gravin van Vlaanderen. Door de godsdiensttwisten tijdens de geuzentijd in de 16de eeuw ging het ter ziele, waarna het in 1661 werd heropgericht. De zusters Augustinessen uit het hospitaal van Menen bevolkten het hospitaal in 1666. De gebouwen die er nu nog zijn stammen uit de 17de en 18de eeuw. Tijdens de Franse Revolutie werd het gebruikt als stapelplaats voor aangeslagen goederen. Later vond de gendarmerie er onderdak. De zusters werden nadien opnieuw eigenaar van de noordvleugel en de moestuin. In 1834 werd de oude hospitaalvleugel volledig eigendom van de stad. In 1840 werd het heringericht als een rusthuis voor ouderlingen. Nadien werd ten zuiden van de bestaande gebouwen een hospitaal gebouwd. In 1890 ten slotte werd de neogotische kapel gebouwd. In de Eerste en Tweede Wereldoorlog werd het gebruikt als veldhospitaal.
Door de bouw van het Sint-Rembertziekenhuis, kort na de Tweede Wereldoorlog, verloren de gebouwen hun hospitaalfunctie. Vanaf 1970 worden de binnen- en linkervleugel gebruikt door het Taal- en Instructiecentrum (TIC) en de stedelijke muziekschool. Sinds 1997 wordt de rechtervleugel, die volledig gerestaureerd werd in de periode 1994-1998, door het stadsbestuur verhuurd aan een aantal diensten binnen de tewerkstellingssector, zoals de VDAB, werkwinkel en PWA. Aan het begin van de jaren 90 werd beslist dat de site definitief gerestaureerd en gerenoveerd zou worden. Eind 2012 is men begonnen met het restaureren en renoveren. De restauratie werd afgerond tijdens de zomer van 2015, Ten Walle krijgt tijdens de renovatie zijn oorspronkelijke okergele kleur terug.